# Antonino di Apamea
Antonino di Apamea (Siria, III secolo – Siria, 307?) fu un martire cristiano, venerato dalla Chiesa cattolica come santo e ricordato il 2 settembre.

## Biografia
Originario di Aribazo in Siria, secondo la tradizione faceva lo scalpellino di professione. Visse due anni nel deserto insieme ad un certo Timoteo. Si insediò in una località vicino Apamea di Siria, antica città posta sul fiume Oronte, rimproverò i pagani che adoravano i loro idoli, frantumandoli e provocando così la loro ira. 
Il vescovo di Apamea gli chiese di costruire una chiesa in onore della SS. Trinità, ma dopo aver iniziato il lavoro fu assalito dai pagani che l'uccisero a soli vent'anni.
Il corpo di Antonino fu smembrato e poi sepolto in una caverna ad Apamea, il vescovo della città fece costruire sulla stessa caverna, una basilica a lui dedicata, che fu poi distrutta da Cosroe II re di Persia nel VII secolo; questa basilica era già nota nel 518, menzionata negli atti di un Concilio della Siria.

## Cammino dei monaci di Antonino - Sant'Antonino di Pamiers
Dopo la distruzione di Apamea, avvenuta nel 540 ad opera di Cosroe I di Persia, alcuni monaci siriani si riversarono sulle coste italiane con le reliquie del santo. Ha inizio un cammino che parte dalla costa ionica della Basilicata, risale l'Italia sulla sponda tirrenica, prosegue per tutta la Francia meridionale e arriva in Spagna. A seguito dell'arrivo delle reliquie innumerevoli paesi d'Italia, Francia e Spagna iniziano a venerare il santo. Tra questi: Pofi, dove i monaci, per intercessione di Sant'Antonino, compiono il famoso Miracolo dell'acqua, facendo sgorgare una fonte d'acqua dalla terra arida; Monte Porzio Catone, Saint-Antonin-Noble-Val e Pamiers in Francia e Palencia in Spagna.
Col passare del tempo a Pamiers s'iniziò a perdere la memoria di Sant'Antonino di Apamea, gli abitanti della città lo trasformarono in santo locale, discendente del re dei Visigoti, diventato prete, dedito all'evangelizzazione di Tolosa ed altre città ed ucciso a Pamiers dai suoi stessi concittadini; questa credenza ha fatto sì che il martire venga chiamato anche Sant'Antonino di Pamiers, ricordato anch'egli il 2 settembre.
La leggenda del santo francese ha influito anche nell'iconografia di Antonino che quasi sempre viene raffigurato come sacerdote.

## Miracoli
- Ucciso dai pagani il corpo di Antonino è stato buttato nei fiumi che alimentavano le fontane della città. Poco dopo una siccità prosciugò tutte le fontane tranne una dove l'acqua scorreva rigogliosa. Sotto la fontana fu ritrovato il corpo di Antonino (dalla vita del Sinassario Armeno di Ter Israel[2])
- Tempo dopo l'acqua di quella fontana fu utilizzata per lavare un tempio pagano. Una donna come indemoniata ammonì i presenti dicendo che non erano degni di lavare quel tempio con acqua benedetta. Decisero di scavare sotto la fontana e trovarono di nuovo il corpo del santo (Sinassario Armeno)
- Nei pressi di Pofi, i monaci che portarono le reliquie di Antonino in occidente, con l'intercessione del santo, fecero sgorgare una fonte d'acqua fresca dalla terra arida (dalla vita di Labbè[2])
- In Noble-Val le reliquie del santo arrivarono su una Barca Leggendaria guidata da angeli con le sembianze di due aquile e furono accolte dal principe Festo (vita di Labbe)
- Un altare dedicato a S. Stefano Martire realizzato a Toledo era in viaggio presso la città di Cahors ma il carro si fermò miracolosamente nei pressi della chiesa di Antonino che il principe Festo stava costruendo a Noble-Val. Non ci fu modo di far ripartire le bestie che trainavano il carro dell'altare per cui fu collocato nella chiesa di Antonino (vita di Labbe)